# Pius Brânzeu
Pius Brânzeu (n. 25 ianuarie 1911, Vulcan, Hunedoara – d. 1 iulie 2002, Timișoara) a fost un medic român, membru corespondent al Academiei Române din 1974 și membru titular activ din 22 ianuarie 1990.

## Biografie
Pius Brânzeu s-a născut la 25 ianuarie 1911 în comuna Vulcan, județul Hunedoara. Tatăl său, Nicolae Brânzeu, a fost protopop și canonic român unit (greco-catolic), iar mama, Emilia, a fost învățătoare. A terminat școala primară la Lugoj și a absolvit Liceul „Coriolan Brediceanu” din Lugoj.
În perioada 1928-1939 a studiat medicina la Facultatea de Medicină din Strasbourg, Franța. A obținut doctoratul în medicină sub îndrumarea celebrului chirurg René Leriche cu teza Contributions à l’étude anatomo-clinique des artérites oblitérantes croniques și a fost laureat al premiului „Louis Sencert” pentru cea mai bună lucrare de chirurgie. A fost extern (1931), intern (1934–1938) și șef de clinică adjunct (1938–1939) în clinica chirurgicală condusă de René Leriche.
În anul 1939, după întoarcerea sa în România, a fost repartizat la spitalul din Moldova Nouă. În anul 1942 a fost trimis ca medic militar pe frontul sovietic, unde a participat la asediul germano-român asupra orașului Sevastopol. În anul 1944, în timp ce se retrăgea odată cu frontul, a primit decorația germană „eliberarea Crimeii”. Primirea brevetului respectiv a fost comentată de tatăl său cu cuvintele „Am prefera mai puține decorații și să vie acasă.” După terminarea războiului a devenit conferențiar și apoi profesor la Facultatea de Medicină din Timișoara (1945-1981) și a ocupat funcția de rector în perioada 1964-1976.
A fost director de clinică chirurgicală între 1959-1981. S-a pensionat în anul 1981. 

## Alte preocupări
A fost pasionat de pictură; în 1931, la Strasbourg, Pius Brânzeu a expus 16 portrete de profesori lucrate în laviu intitulate „Têtes de patrons”.
Președinte de onoare al F.R. Șah și al Comisiei județene de șah Timiș. În perioada 1952-1989 a fost președintele Comisiei județene (Timiș) de șah. În 1956 a înființat Clubul de șah Medicina Timișoara, a cărei echipă a devenit campioană națională (1967, 1976) dar și ulterior.Sub auspiciile sale au fost invitați la Timișoara campionii mondiali Nona Gaprindașvili (Turneu Internațional) și Anatoli Karpov (simultan).
A contribuit substanțial la organizarea primului C.M. pentru copii și juniori la Timișoara (1988).
Contribuții publicistice: începând din 1983 a inițiat publicația anuală Șah - Timișoara (1983); volume: Șahul, magie în alb și negru (1995), iar în colaborare cu N. Ilijin: Lupta pentru supremație în șah (1989).

## Familia
Pius Brânzeu a fost tatăl profesoarei Pia Brânzeu, prorector al Universității de Vest și editor al memoriilor protopopului Nicolae Brânzeu, tatăl lui Pius Brânzeu.

## Cărți

### Literatură medicală
- 1955 - Chirurgie, vol. I, Editura Medicală
- 1973 - Simțul clinic și arta diagnosticului, Editura Facla
- 1977 - Angiografia în practica medicală, Editura Facla
- 1988 - Dincolo de bisturiu în chirurgie, Editura Academiei R.S.R.
- 1989 - Regăsirile lui Asclepios, Editura Facla
- 1997 - Marile performanțe în chirurgie, Editura de Vest

### Literatură pentru copii
- 1982 - Comoara din peșteră, Editura Facla
- 1985 - Cei doi frați gemeni și balaurul, Editura Ion Creangă

## Distincții
- Medalia "Le Souvenir Français", 1938
- Medalia de aur de merit "La Renaissance Française", 1938
- Ordinul „Meritul Științific” clasa a III-a (26 septembrie 1966) „pentru merite deosebite în activitatea științifică, cu prilejul Centenarului Academiei Republicii Socialiste România”[10]
- Titlul de Doctor docent în științe medicale (1966)
- titlul de „Profesor universitar emerit al Republicii Socialiste România” (26 iunie 1969) „în semn de prețuire a personalului didactic pentru activitatea meritorie în domeniul instruirii și educării elevilor și studenților și a contribuției aduse la dezvoltarea învățămîntului și culturii din patria noastră”[11]
- Ordinul "Meritul sanitar clasa I", 1971
- Medic Emerit, 1973
- Membru emerit al Uniunii  Medicale Balcanice, 1976
- Membru corespondent al Academiei Române,1974, membru titular în 1990.

## In memoriam

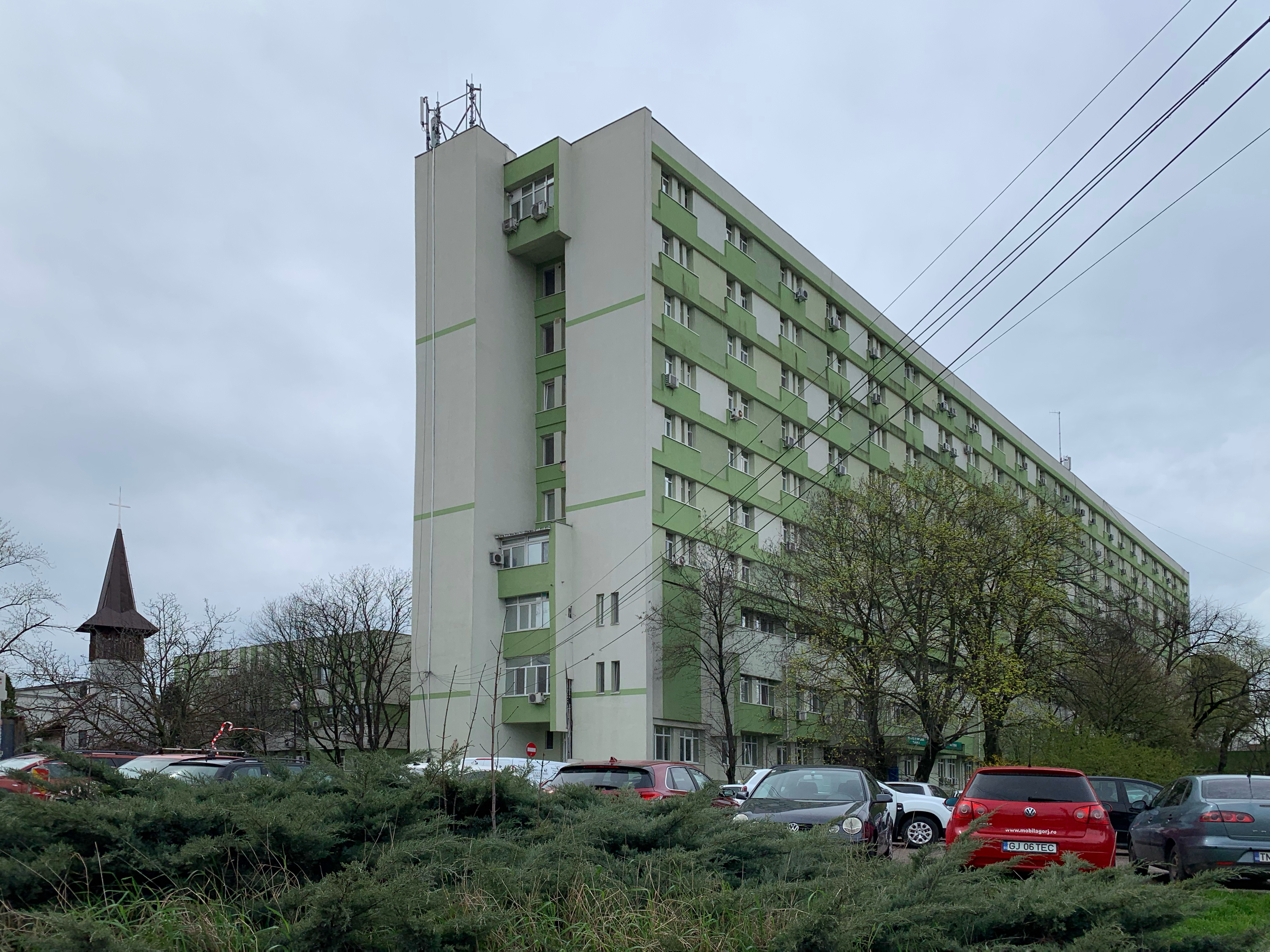
Spitalul Clinic Județean de Urgență „Pius Brânzeu” din Timișoara

- Centrul de Chirurgie Laparoscopică și Microchirurgie „Pius Brânzeu”, Universitatea de Medicină și Farmacie Victor Babeș.
- Concursul internațional de șah Memorialul „Pius Brânzeu” (prima ediție în 2003).
- Spitalul Clinic Județean de Urgență „Pius Brânzeu” din Timișoara.
- Un bust al lui Pius Brânzeu a fost amplasat pe Aleea Personalităților din Timișoara, 2015.
- O stradă din Timișoara se numește "Dr. Pius Brânzeu".
- Cetățean de onoare al Municipiului Timișoara.
- Cetățean de onoare al localității Vulcan.